# AIR-2 Genie
L'AIR-2 Genie fu un razzo aria-aria non guidato, a testata nucleare, prodotto dall'americana Douglas Aircraft Company. È stato schierato dall'United States Air Force dal 1958 al 1985 e dalla Royal Canadian Air Force (denominata dal 1968 Canadian Forces Air Command) dal 1965 al 1984. La produzione, iniziata nel 1957, terminò nel 1962 con oltre 3 000 esemplari, cui seguirono la progettazione e la sperimentazione di alcuni derivati.

## Sviluppo

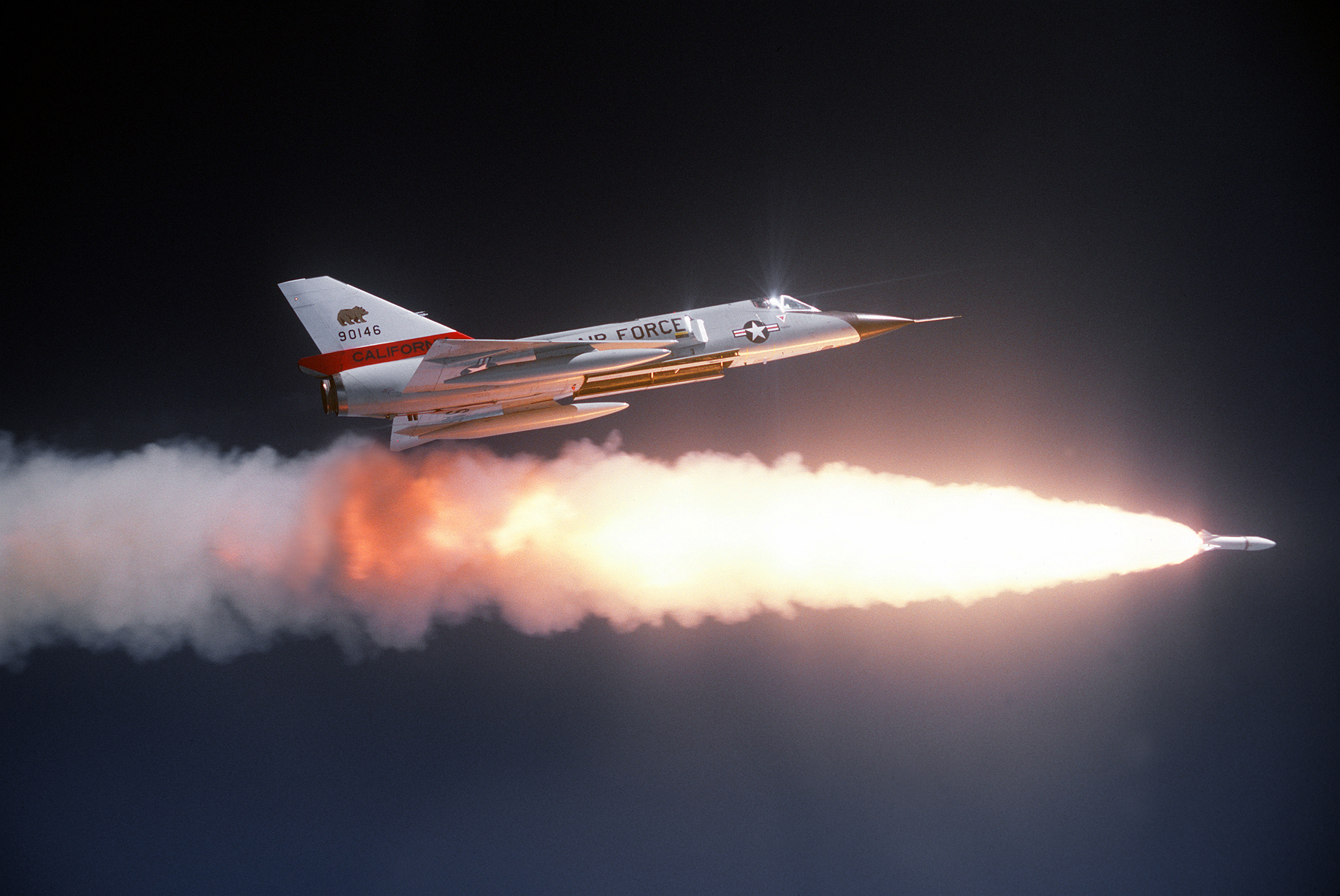
Un Convair F-106 della California Air National Guard lancia un Genie inerte.

L'intercettazione di bombardieri sovietici era una delle principali preoccupazioni per le forze aeree NATO degli anni 1940 e 1950. Contribuirono a questa ansietà, nel 1947, la produzione da parte dei sovietici, per ingegneria inversa del Boeing B-29 Superfortress statunitense, del bombardiere strategico Tupolev Tu-4 (Bull in codice NATO) che poteva raggiungere gli Stati Uniti continentali in un volo di sola andata, mentre due anni dopo i russi svilupparono in maniera autonoma la loro prima bomba atomica.
L'armamento dei caccia, ancora basato su mitragliatrici e cannoni secondo l'impostazione della seconda guerra mondiale, era insufficiente per contrastare le grandi formazioni di bombardieri ad alta velocità ed alta quota. Neanche raffiche di razzi convenzionali non guidati risultavano efficaci, mentre i veri missili aria-aria guidati erano appena all'inizio del loro sviluppo. Nel 1954 la Douglas Aircraft Company avviava quindi un programma per studiare la possibilità di impiegare un ordigno nucleare in funzione aria-aria. L'idea di fondo era quella di compensare la bassa precisione di un'arma non guidata con la potenza dell'ordigno e l'ampio raggio dell'esplosione.
L'arma risultante trasportava una testata nucleare W25 da 1,5 chilotoni ed era spinta da un motore a razzo Thiokol WAS SR49-TC-1 a combustibile solido, da 162 kN di spinta, con una gittata di poco inferiore ai 10 km. Il puntamento, l'armamento ed il lancio del razzo erano comandati dal sistema di controllo del tiro del velivolo, mentre la detonazione era innescata da una spoletta a tempo. Tuttavia la testata di guerra veniva armata solo allo spegnimento del motore razzo, al fine di consentire all'aereo lanciatore di allontanarsi. Il raggio d'azione letale dell'esplosione era stimato in circa 300 metri.
I primi lanci di prova con ordigni inerti iniziarono nel 1956, mentre l'arma entrò in servizio l'anno successivo con la designazione ufficiale MB-1 Genie, "Ding-Dong" per gli equipaggi. Fu prodotto in circa 3150 esemplari fino al 1963. Nel 1962 intanto l'arma era stata ribattezzata AIR-2A Genie. Alcuni esemplari subirono l'aggiornamento del motore con aumento dell'autonomia ed assunsero la denominazione semi-ufficiale AIR-2B. Fu prodotta in piccole quantità anche una versione inerte da addestramento, nata come MB-1-T e conosciuta successivamente come ATR-2A.

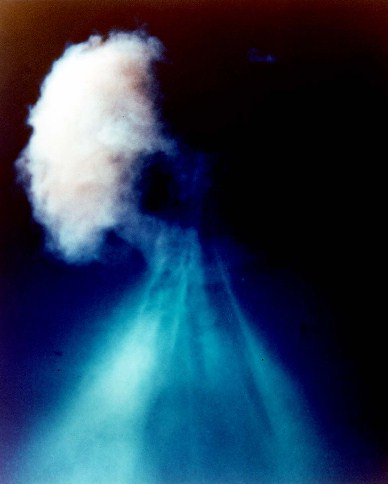
Il test atomico "Plumbbob John" del 19 luglio 1957, l'unico test reale del razzo Genie. L'ordigno fu lanciato da un F-89J della US Air Force in un poligono del Nevada da un'altezza di 15000 piedi.

L'unico test con un Genie attivo fu effettuato il 19 luglio 1957, durante l'operazione Plumbbob, con il lancio da parte del Northrop F-89 Scorpion dei capitani dell'aeronautica Eric William Hutchison (pilota) e Alfred C. Barbee (operatore radar) da 4500 m su un'area desertica del Nevada. Cinque ufficiali volontari e un operatore video stazionarono, senza copricapo e con le loro normali divise estive, sotto l'esplosione per dimostrare che l'arma poteva essere impiegata in modo sicuro anche in aree popolate. Le dosi di raggi gamma assorbite dal personale a terra si rivelarono trascurabili, mentre erano notevolmente maggiori quelle ricevute dagli equipaggi incaricati di penetrare nella nube dell'esplosione una decina di minuti dopo la detonazione.
Il Genie era lanciabile dai caccia intercettori statunitensi Northrop F-89 Scorpion, McDonnell F-101 Voodoo, Convair F-106 Delta Dart e Lockheed F-104 Starfighter. La Convair offrì un aggiornamento del suo Convair F-102 Delta Dagger omologato per il lancio del Genie, ma il progetto non ebbe seguito. Infine il razzo fu ritirato dal servizio nel 1988 con il pensionamento del caccia F-106.
L'unico altro utilizzatore è stato il Canada, i cui F-101 Voodoo erano armati con l'AIM-2 secondo il sistema della doppia chiave: le armi rimanevano sotto la custodia statunitense e venivano consegnate all'aeronautica canadese solo quando le circostanze lo richiedevano. L'arma fu presa brevemente in considerazione anche dalla Royal Air Force per l'impiego sul suo English Electric Lightning.